# 雙子湖 (愛荷華州)
雙子湖（英語：Twin Lakes）是位於美國愛荷華州卡爾霍恩縣的一個人口普查指定地區。

## 人口
根據2010年美國人口普查的數據，雙子湖的面積為7.40平方千米，當中陸地面積為3.90平方千米，而水域面積為3.50平方千米。當地共有人口334人，而人口密度為每平方千米45.14人。